# Puente 25 de Abril
El puente 25 de Abril (en portugués: ponte 25 de Abril) es un gran puente colgante de Portugal que atraviesa el estuario del río Tajo, en el área metropolitana de Lisboa. Oficialmente diseñado en su día como puente Salazar, por haber sido mandado construir por el jefe del Gobierno de Portugal, António de Oliveira Salazar en 1960, comenzó a designarse con su actual denominación tras la Revolución del 25 de abril de 1974, que restauró la democracia en Portugal. En la actualidad, el puente 25 de Abril es considerado uno de los principales símbolos e iconos de la ciudad de Lisboa.
De aspecto imponente, la construcción de acero se extiende casi 2 km. La parte inferior fue recientemente renovada para albergar vías de tren. Los atascos frecuentes del puente se solucionaron parcialmente con la construcción del puente Vasco da Gama, de 12 km, que atraviesa el río Tajo de Montijo a Sacavém, al norte del parque das Nações y que fue terminado en 1998.
En el puente sobre el río Tajo puede oírse constantemente el sonido del desplazamiento de los automóviles sobre unas rejillas metálicas a lo largo del puente (se aconseja no circular a mucha velocidad por el puente, ya que el enrejado que tiene su tablero hace que el coche no sea lo suficientemente seguro o estable a partir de 70 km/h).

## Historia

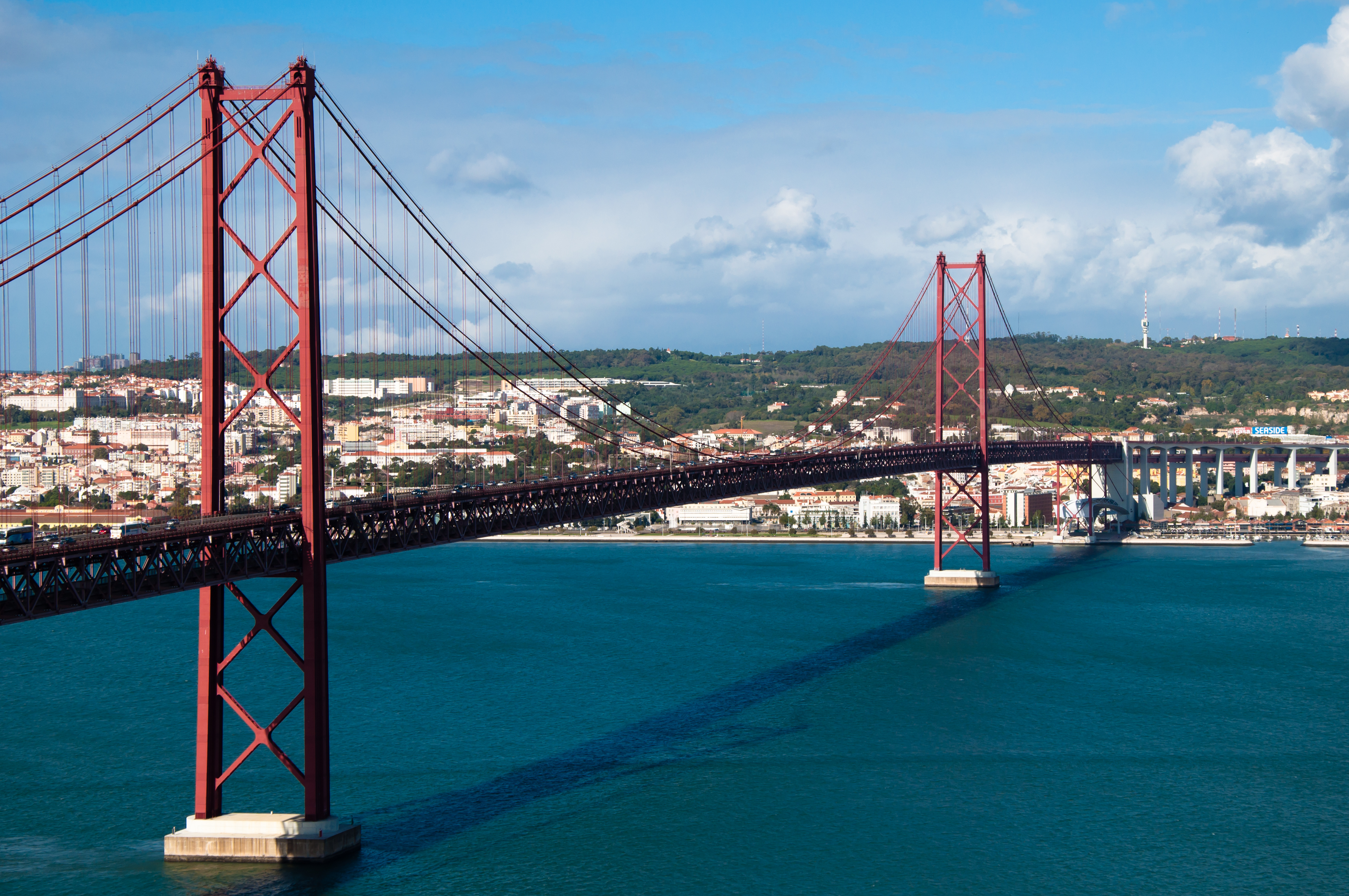
Vista del puente

En el año 1953, el Ministerio de Obras Públicas de Portugal crea una comisión para el estudio de la viabilidad técnica y financiera de la construcción de un puente sobre el río Tajo, a la altura de Lisboa.
El 27 de abril de 1959, se convoca un concurso para la construcción de dicho puente. Se exige que este disponga de dos tableros independientes, cada uno de los cuales se destinará a un medio de transporte. De este modo, se provee una plataforma inferior enfocada para el tráfico ferroviario mientras que el tablero superior se reserva al tránsito de vehículos automóviles.
La ejecución de esta obra supondrá la implicación de hasta 14 empresas distintas, de las cuales 11 serán portuguesas. Además, habrá días en los que se llegue a juntar 3000 trabajadores en este puente.
Este concurso es ganado por el Gabinete de Ingeniería Steinman, Boynton, Gronquist & London, de Nueva York.
Posteriormente el gobierno decidirá únicamente adecuar al tráfico la plataforma reservada a los vehículos, posponiendo la conexión del enlace ferroviario con el resto de la red de ferrocarriles.
El 9 de mayo de 1962, el Estado adjudica la construcción a un consorcio internacional liderado por la norteamericana United States Steel International. El 5 de noviembre de ese año, se inician las obras del puente y de sus accesos por carretera.
Para el control de todos los asuntos vinculados a la construcción de dicha obra, el Ministerio de Obras Públicas creó un Departamento con el nombre de "Gabinete del Puente sobre el río Tajo". Además, colaborará en la ejecución de la obra el Laboratorio Nacional de Ingeniería Civil.
El tablero destinado al tráfico ferroviario se diseñó para dos pares de vías en cada sentido con una separación entre ellas. El 23 de julio de 1990 entra en servicio un tercer par de vías resultante de la eliminación de esta separación. En 1998 entra en servicio un cuarto par de vías.
En 1996, se transfiere la gestión del puente a un consorcio de empresas portuguesas, francesas e inglesas denominado Lusoponte. Este consorcio será también el que construya y gestione el Puente Vasco da Gama.

## Datos sobre su construcción
El puente está constituido por 14 vanos. De entre ellos, destaca sin lugar a dudas el vano central. Su longitud es de 1013 metros. Está elevado sobre el nivel del río Tajo  una altura de 70 metros. A ambos lados de este vano, se encuentran dos pilas que se elevan 190 metros desde el nivel del agua. Por debajo de esta cota, estos mástiles descienden 80 y 35 metros hasta el firme bajo la vaguada del río.

## Peaje
Se planeó que las deudas del puente fueran saldadas en un periodo de 20 años y, entonces, estuviera libre de peaje o, en su defecto, de un peaje reducido. Sin embargo, el Gobierno mantuvo el cobro del peaje más allá de esos 20 años hasta la concesión a Lusoponte, con lo que se creó un monopolio en el cruce sobre el Tajo por Lisboa. Como resultado, el cruce del puente siempre ha requerido un peaje, primero en ambos sentidos y, desde 1993, sólo en sentido norte, estando situadas las cabinas de peaje en la margen sur del río Tajo. El pago de peaje, no obstante, ha sido fuente de disputas políticas en los últimos años.
Cuando se inauguró, el usuario del puente tenía que aparcar su vehículo y caminar para pagar el ticket que costaba 20 escudos. El 14 de junio de 1994, el Gobierno, que gestionaba el puente por entonces, incrementó la tarifa en un 50% (de 100 a 150 escudos), como paso previo a una concesión privada por 40 años, efectiva desde el 1 de enero de 1996. La concesionaria fue Lusoponte, un consorcio privado que se creó para construir el Puente Vasco da Gama a coste cero para las arcas públicas a cambio del peaje de ambos puentes. Como resultado, el 18 de junio se iniciaron protestas pacíficas mediante bocinazos, pagos del peaje con billetes de alta denominación —o monedas muy pequeñas— y marchas lentas que desembocaron en un levantamiento popular el 24 de junio que provocó el corte del tráfico del puente y las consecuentes cargas policiales (que dejaron a un motociclista parapléjico producto de los disparos de la policía), un hecho que causó la impopularidad del entonces gobierno de derechas y que muchos creen que llevó al gobierno de centroizquierda a ganar las elecciones generales de 1995.
En 2011, las tarifas, que se pagan solo en sentido norte (hacia Lisboa) son las siguientes: clase 1: 1,45 euros, clase 2: 3,40 euros, clase 3: 4,85 euros, clase 4: 6,35 euros. En 2019 la tarifa de clase 1 (turismos) era de 1,85€. En 2022 la tarifa de clase 1 (turismos) es 1,90€.
2023 la tarifa de clase 1
(turismos) es de 3,80€. En 2024, la tarifa de clase 1 (turismos) es de 2,10€.